# Andenæb
Andenæb, 1. led oldnordisk ond, af latin anas. 2. led fra middelnedertysk nebbe.
Det er således andefuglens næb, der har givet navn til værktøjet. Et af de mange tilfælde, hvor man mere eller mindre spøgefuldt har brugt et kendt ord på en ny og fantasifuld måde.
I almindelighed består andenæbet af to passerben af (bøge)træ, holdt sammen af to indbyrdes hængslede led og med en blyant monteret i det ene ben. Det er dog ikke i alle tilfælde den skråtstillede blyant er videre formålstjenlig, og den enkelte træsmed kan da finde på at løse opgaven efter det forhåndenværende søms princip: han kan med andre ord klare sig med selvopfundne værktøjer.
En pendant til det almindelige andenæb er beskrevet i Snedkeren, men her benævnes den også ko. Andenæb bruges til forstrygning (parallelafstregning) – det vil i realiteten sige at tilkrabbe lister, gulvpaneler eller andet til vægge, gulve eller lignende, der ikke er slået efter en snor, men bugter sig eller er ude af vinkel i forhold til hinanden.

## Ekstern henvisning
- Fagtidsskriftet Snedkeren (nov. 1940, p 248)
  - http://www.baskholm.dk/haandbog/haandbog.html Arkiveret 16. september 2008 hos  Wayback Machine

## Overtro
"Den som syer et Andenæb i sin Buxesøm bliver elsket af alle Fruentimmer", et motiv brugt bl.a. af H.C. Andersen, se Motivet Magi i HCA : En Historie fra Klitterne (1859)